# Italie aux Jeux olympiques d'été de 2012
L'Italie participe aux Jeux olympiques d'été de 2012 à Londres au Royaume-Uni du 27 juillet au 12 août 2012. Il s'agit de sa 26e participation aux Jeux olympiques d'été, dans lesquels elle a obtenu 199 médailles d'or (2012 inclus). Valentina Vezzali en est le porte-drapeau d'une délégation composée initialement de 292 athlètes, représentée dans tous les sports olympiques sauf les quatre sports d'équipe suivants : basket, football, handball et hockey sur gazon. Daniele Molmenti est le porte-drapeau lors de la cérémonie de clôture.
Sur ce total, les médias italiens ont insisté sur le fait que 24 sportifs sont nés à l'étranger avec au moins un parent étranger dont 22 sont naturalisés, ce qui constitue un record (plus de 8 %). Un autre record est constitué par le nombre de féminines, 43,44 % du total (à Pékin, elles n'étaient que 39,10 %). Sur ces 290 sportifs, 50 ont déjà obtenu des médailles aux Jeux, dont 17 ont déjà été champions olympiques. L'âge moyen des engagés est de 26,6 ans (à Pékin, 27,7 ans). 160 sportifs entament leurs premiers Jeux, soit 55,17 %. Le sport individuel avec le plus de participants est l'athlétisme avec 38 athlètes. Nicola Vizzoni est le participant le plus lourd (122 kg) et Rosaria Console, la plus légère (42 kg). À Londres, quatre Italiens représentent l'Italie pour la sixième fois aux Jeux : Josefa Idem, Giovanni Pellielo, Alessandra Sensini, Rossano Galtarossa (réserve). Idem participe en fait pour la 8e fois (dont deux pour l'Allemagne). De même Natalia Valeeva participe également pour la sixième fois, les deux premières fois respectivement pour la Communauté des États indépendants et pour la Moldavie.

## Cérémonies d'ouverture et de clôture
L'Italie est la 93e délégation, après Israël et avant la Jamaïque, à entrer dans le stade olympique de Londres au cours du défilé des nations durant la cérémonie d'ouverture. Le porte-drapeau de la délégation est l'escrimeuse Valentina Vezzali.
Les délégations défilent mélangées lors de la cérémonie de clôture à la suite du passage de l'ensemble des porte-drapeaux des nations participantes. Le drapeau italien est porté cette fois-ci par le kayakiste Daniele Molmenti.

## Médaillés

### Médailles d'or
| Sport              | Discipline                          | Athlète(s)                                                           | Performance  | Date       |
| Médailles d'or : 8 |                                     |                                                                      |              |            |
| Canoë-kayak        | K1 hommes                           | Daniele Molmenti                                                     | 93 s 43      | 1er août   |
| Escrime            | Fleuret féminin individuel          | Elisa Di Francisca                                                   | 12 - 11      | 28 juillet |
| Escrime            | Fleuret féminin par équipes         | Elisa Di Francisca Arianna Errigo Valentina Vezzali Ilaria Salvatori | 45 - 31      | 2 août     |
| Escrime            | Fleuret masculin par équipes        | Valerio Aspromonte Giorgio Avola Andrea Baldini Andrea Cassara       | 45 - 39      | 5 août     |
| Taekwondo          | Plus de 80 kg hommes                | Carlo Molfetta                                                       | 9 - 9 (SUP)  | 11 août    |
| Tir                | Trap femmes                         | Jessica Rossi                                                        | 99 (RM)      | 4 août     |
| Tir                | Carabine à 50 m, 3 positions hommes | Niccolò Campriani                                                    | 1 278,5 (RO) | 6 août     |
| Tir à l'arc        | Par équipes hommes                  | Michele Frangilli Marco Galiazzo Mauro Nespoli                       | 219 - 218    | 28 juillet |

### Médailles d'argent
| Sport                  | Discipline                          | Athlète(s) | Performance   | Date       |
| Médailles d'argent : 9 |                                     | |               |            |
| Aviron                 | Aviron couple hommes                | Alessio Sartori Romano Battisti | 6 min 32 s 80 | 2 août     |
| Boxe                   | Poids lourds hommes                 | Clemente Russo | 11 - 14       | 11 août    |
| Boxe                   | Poids super-lourds hommes           | Roberto Cammarelle | 18 - 18+      | 12 août    |
| Escrime                | Fleuret féminin individuel          | Arianna Errigo | 11 - 12       | 28 juillet |
| Escrime                | Sabre masculin individuel           | Diego Occhiuzzi | 8 - 15        | 29 juillet |
| Tir                    | Pistolet à 10 m air comprimé hommes | Luca Tesconi | 685.8         | 28 juillet |
| Tir                    | Carabine à 10 m air comprimé hommes | Niccolò Campriani | 701.5         | 30 juillet |
| Tir                    | Trap hommes                         | Massimo Fabbrizi | 146           | 6 août     |
| Water-polo             | Tournoi masculin                    | Stefano Tempesti Amaurys Pérez Niccolò Gitto Pietro Figlioli Alex Giorgetti Maurizio Felugo Massimo Giacoppo Valentino Gallo Christian Presciutti Deni Fiorentini Matteo Aicardi Danijel Premuš Giacomo Pastorino | 6 - 8         | 12 août    |

### Médailles de bronze
| Sport                    | Discipline                 | Athlète(s) | Performance       | Date       |
| Médailles de bronze : 11 |                            | |                   |            |
| Athlétisme               | Triple saut hommes         | Fabrizio Donato | 17,48 m           | 9 août     |
| Boxe                     | Poids super-légers hommes  | Vincenzo Mangiacapre | 8 - 15            | 10 août    |
| Escrime                  | Fleuret féminin individuel | Valentina Vezzali | 13 - 12           | 28 juillet |
| Escrime                  | Sabre masculin par équipes | Aldo Montano Diego Occhiuzzi Luigi Samele | 45 - 40           | 3 août     |
| Gymnastique artistique   | Anneaux hommes             | Matteo Morandi | 15.733            | 6 août     |
| Gymnastique rythmique    | Concours des ensembles     | Elisa Blanchi Romina Laurito Marta Pagnini Elisa Santoni Anzhelika Savrayuk Andreea Stefanescu                                                                                    | 55.450            | 12 août    |
| Judo                     | Moins de 52 kg femmes      | Rosalba Forciniti |                   | 29 juillet |
| Natation                 | 10 km femmes               | Martina Grimaldi | 1 h 57 min 41 s 8 | 9 août     |
| Taekwondo                | Moins de 80 kg hommes      | Mauro Sarmiento | 4 - 0             | 10 août    |
| Volley-ball              | Tournoi masculin           | Cristian Savani Luigi Mastrangelo Simone Parodi Samuele Papi Michal Lasko Ivan Zaytsev Dante Boninfante Dragan Travica Alessandro Fei Emanuele Birarelli Andrea Bari Andrea Giovi | 3 - 1             | 12 août    |
| VTT                      | Cross-country masculin     | Marco Aurelio Fontana | 1 h 29 min 32 s   | 12 août    |

## Athlétisme
Les athlètes italiens ont atteint les minima de qualification dans les épreuves d'athlétisme suivantes (pour chaque épreuve, un pays peut engager trois athlètes à condition qu'ils aient réussi chacun les minima A de qualification, un seul athlète par nation est inscrit sur la liste de départ si seuls les minima B sont réussis),. Toutefois, la Fédération italienne d'athlétisme durcit ces conditions et exige de la plupart des athlètes un minima A réalisé en 2012 (et pas seulement en 2011 comme le prévoit l'IAAF). Au total, 19 hommes et 19 femmes sont sélectionnés en comptant deux relais qualifiés parce qu'ils correspondent à un classement de 12e meilleure équipe, dressé par l'IAAF le 3 juillet 2012 (4 × 100 m masculin et 4 × 400 m féminin) :
Hommes
Courses
| Athlète                                                                                     | Épreuve          | Séries        | Séries | Quarts de finale | Quarts de finale | Demi-finales | Demi-finales | Finale          | Finale |
| Athlète                                                                                     | Épreuve          | Résultat      | Rang   | Résultat         | Rang             | Résultat     | Rang         | Résultat        | Rang   |
| ------------------------------------------------------------------------------------------- | ---------------- | ------------- | ------ | ---------------- | ---------------- | ------------ | ------------ | --------------- | ------ |
| Emanuele Abate                                                                              | 110 m haies      |               |        |                  |                  |              |              |                 |        |
| José Bencosme                                                                               | 400 m haies      | 49 s 35       | 3e Q   | NC               | NC               | 50 s 07      | 6e (éliminé) | -               | -      |
| Yuri Floriani                                                                               | 3 000 m steeple  | 8 min 29 s 01 | 2e Q   | NC               | NC               | NC           | NC           | 8 min 40 s 07   | 13e    |
| Daniele Meucci                                                                              | 5 000 m          |               |        | NC               | NC               | NC           | NC           |                 |        |
| Daniele Meucci                                                                              | 10 000 m         | NC            | NC     | NC               | NC               | NC           | NC           | 28 min 57 s 46  | 24e    |
| Ruggero Pertile                                                                             | Marathon         | NC            | NC     | NC               | NC               | NC           | NC           |                 |        |
| Giorgio Rubino                                                                              | 20 km marche     | NC            | NC     | NC               | NC               | NC           | NC           | 1 h 25 min 28 s | 42e    |
| Marco De Luca                                                                               | 50 km marche     | NC            | NC     | NC               | NC               | NC           | NC           |                 |        |
| Alex Schwazer                                                                               | 50 km marche     | NC            | NC     | NC               | NC               | NC           | NC           |                 |        |
| Simone Collio Jacques Riparelli Davide Manenti Fabio Cerutti Diego Marani Rosario La Mastra | Relais 4 × 100 m |               |        | NC               | NC               | NC           | NC           |                 |        |

Concours
| Athlète            | Épreuve           | Qualification | Qualification | Finale   | Finale |
| Athlète            | Épreuve           | Distance      | Rang          | Distance | Rang   |
| ------------------ | ----------------- | ------------- | ------------- | -------- | ------ |
| Gianmarco Tamberi  | Saut en hauteur   | 2,21 m        | 21e (éliminé) | -        | -      |
| Fabrizio Donato    | Triple saut       |               |               |          |        |
| Daniele Greco      | Triple saut       |               |               |          |        |
| Lorenzo Povegliano | Lancer du marteau | 71,55 m       | 27e (éliminé) | -        | -      |
| Nicola Vizzoni     | Lancer du marteau | 74,79 m       | 10e q         | 76,07 m  | 8e     |

Femmes
Courses
| Athlète                                                                                               | Épreuve          | Séries   | Séries | Quarts de finale | Quarts de finale | Demi-finales | Demi-finales  | Finale          | Finale |
| Athlète                                                                                               | Épreuve          | Résultat | Rang   | Résultat         | Rang             | Résultat     | Rang          | Résultat        | Rang   |
| --- | ---------------- | -------- | ------ | ---------------- | ---------------- | ------------ | ------------- | --------------- | ------ |
| Gloria Hooper                                                                                         | 200 m            |          |        |                  |                  |              |               |                 |        |
| Libania Grenot                                                                                        | 200 m            |          |        |                  |                  |              |               |                 |        |
| Libania Grenot                                                                                        | 400 m            | 52 s 13  | 3e Q   | NC               | NC               | 51 s 18      | 3e (éliminée) | -               | -      |
| Marzia Caravelli                                                                                      | 100 m haies      |          |        |                  |                  |              |               |                 |        |
| Elena Romagnolo                                                                                       | 5000 m           |          |        | NC               | NC               | NC           | NC            |                 |        |
| Silvia Weissteiner                                                                                    | 5000 m           |          |        | NC               | NC               | NC           | NC            |                 |        |
| Nadia Ejjafini                                                                                        | 5 000 m          |          |        | NC               | NC               | NC           | NC            |                 |        |
| Nadia Ejjafini                                                                                        | 10 000 m         | NC       | NC     | NC               | NC               | NC           | NC            | 31 min 57 s 03  | 18e    |
| Rosaria Console                                                                                       | Marathon         | NC       | NC     | NC               | NC               | NC           | NC            | 2 h 30 min 09 s | 30e    |
| Anna Incerti                                                                                          | Marathon         | NC       | NC     | NC               | NC               | NC           | NC            | 2 h 28 min 38 s | 29e    |
| Valeria Straneo                                                                                       | Marathon         | NC       | NC     | NC               | NC               | NC           | NC            | 2 h 25 min 27 s | 8e     |
| Eleonora Giorgi                                                                                       | 20 km marche     | NC       | NC     | NC               | NC               | NC           | NC            | 1 h 29 min 48 s | 13e    |
| Elisa Rigaudo                                                                                         | 20 km marche     | NC       | NC     | NC               | NC               | NC           | NC            | 1 h 27 min 36 s | 6e     |
| Giulia Arcioni Chiara Bazzoni Elena Maria Bonfanti Libania Grenot Manuela Gentili Maria Enrica Spacca | Relais 4 × 400 m |          |        | NC               | NC               | NC           | NC            |                 |        |

Concours
| Athlète          | Épreuve           | Qualification | Qualification  | Finale   | Finale |
| Athlète          | Épreuve           | Distance      | Rang           | Distance | Rang   |
| ---------------- | ----------------- | ------------- | -------------- | -------- | ------ |
| Simona La Mantia | Triple saut       | 13,92 m       | 18e (éliminée) | -        | -      |
| Chiara Rosa      | Lancer du poids   |               |                |          |        |
| Silvia Salis     | Lancer du marteau |               |                |          |        |

## Aviron
Hommes
| Athlète                                                            | Compétition                      | Séries        | Séries | Repêchage     | Repêchage | Demi-finales  | Demi-finales | Finale A      | Finale A                           | Finale B      | Finale B |
| Athlète                                                            | Compétition                      | Temps         | Rang   | Temps         | Rang      | Temps         | Rang         | Temps         | Rang                               | Temps         | Rang     |
| ------------------------------------------------------------------ | -------------------------------- | ------------- | ------ | ------------- | --------- | ------------- | ------------ | ------------- | ---------------------------------- | ------------- | -------- |
| Lorenzo Carboncini Niccolò Mornati                                 | Deux sans barreur                | 6 min 18 s 33 | 2e     | -             | -         | 6 min 55 s 82 | 2e           | 6 min 26 s 17 | 4                                  | -             | -        |
| Romano Battisti Alessio Sartori                                    | Deux de couple                   | 6 min 18 s 50 | 2e     | -             | -         | 6 min 20 s 68 | 2e           | 6 min 32 s 80 | Médaille d'argent, Jeux olympiques | -             | -        |
| Elia Luini Pietro Ruta                                             | Deux de couple poids légers      | 6 min 35 s 72 | 1er    | -             | -         | 6 min 41 s 17 | 5e           | -             | -                                  | 6 min 29 s 92 | 1er      |
| Luca Agamennoni Vincenzo Capelli Mario Paonessa Simone Venier      | Quatre sans barreur              | 6 min 02 s 01 | 4e     | 6 min 04 s 27 | 3e        | 6 min 05 s    | 4e           | -             | -                                  | 6 min 09 s 42 | 2e       |
| Francesco Fossi Pierpaolo Frattini Simone Raineri Matteo Stefanini | Quatre de couple                 | 6 min 08 s 99 | 5e     | 5 min 44 s 57 | 2e        | 6 min 18 s 96 | 6e           | -             | -                                  | 6 min 02 s 57 | 5e       |
| Andrea Caianiello Daniele Danesin Martino Goretti Marcello Miani   | Quatre sans barreur poids légers | 5 min 56 s 71 | 4e     | 6 min 01 s 66 | 2e        | 6 min 08 s 44 | 5e           | -             | -                                  | 6 min 14 s 63 | 6e       |

Femmes
| Athlète                       | Compétition       | Séries        | Séries | Repêchage     | Repêchage | Finale A | Finale A | Finale B      | Finale B |
| Athlète                       | Compétition       | Temps         | Rang   | Temps         | Rang      | Temps    | Rang     | Temps         | Rang     |
| ----------------------------- | ----------------- | ------------- | ------ | ------------- | --------- | -------- | -------- | ------------- | -------- |
| Sara Bertolasi Claudia Wurzel | Deux sans barreur | 7 min 21 s 44 | 5e     | 7 min 18 s 14 | 4e        | -        | -        | 8 min 06 s 14 | 4e       |

## Badminton
| Athlète          | Compétition  | Phase de groupe                     | Phase de groupe                       | Phase de groupe | 8e de finale     | Quarts de finale | Demi-finales     | Finale           | Finale |
| Athlète          | Compétition  | Adversaire Score                    | Adversaire Score                      | Rang            | Adversaire Score | Adversaire Score | Adversaire Score | Adversaire Score | Rang   |
| ---------------- | ------------ | ----------------------------------- | ------------------------------------- | --------------- | ---------------- | ---------------- | ---------------- | ---------------- | ------ |
| Agnese Allegrini | Simple dames | Jing Yi Tee (MAS) 0-2 (7-21, 14-21) | Youn-joo Bae (KOR) 0-2 (11-21, 15-21) | 3e              | -                | -                | -                | -                | -      |

## Boxe
Hommes
| Athlète              | Compétition           | 1/16 de finale      | 1/8 de finale               | Quarts de finale    | Demi-finales        | Finale              |
| Athlète              | Compétition           | Adversaire Résultat | Adversaire Résultat         | Adversaire Résultat | Adversaire Résultat | Adversaire Résultat |
| -------------------- | --------------------- | ------------------- | --------------------------- | ------------------- | ------------------- | ------------------- |
| Manuel Cappai        | Mi-mouches (-49 kg)   | Mark Barriga 7-17   | –                           | –                   | –                   | –                   |
| Vincenzo Picardi     | Mouches (-52 kg)      | exempt              | Nyambayaryn Tögstsogt 16-17 | –                   | –                   | –                   |
| Vittorio Parrinello  | Coqs (-56 kg)         | Jonas Matheus 18-7  | Luke Campbell 9-11          | –                   | –                   | –                   |
| Domenico Valentino   | Légers (-60 kg)       | exempt              | Josh Taylor 20-21           | Evaldas Petrauskas  |                     |                     |
| Vincenzo Mangiacapre | Super-légers (-64 kg) | exempt              | Gyula Káté 20-14            | Daniyar Yeleussinov |                     |                     |
| Clemente Russo       | Lourds (91 kg)        | NC                  | Tumba Silva WO              | José Laurdet 12-10  | Teymur Mammadov     |                     |
| Roberto Cammarelle   | Super-lourds (+91 kg) | NC                  | Ítalo Perea 18-10           | Mohamed Arjaoui     |                     |                     |

## Canoë-kayak

### Course en ligne
L'Italie a qualifié des bateaux pour les épreuves suivantes :
| Athlète     | Compétition        | Éliminatoires  | Éliminatoires | Demi-finales | Demi-finales | Finale | Finale |
| Athlète     | Compétition        | Temps          | Rang          | Temps        | Rang         | Temps  | Rang   |
| ----------- | ------------------ | -------------- | ------------- | ------------ | ------------ | ------ | ------ |
| K1 - 1000 m | Maximilian Benassi | 3 min 35 s 543 | 7e            | –            | –            | –      | –      |

| Athlète    | Compétition    | Éliminatoires  | Éliminatoires | Demi-finales   | Demi-finales | Finale         | Finale |
| Athlète    | Compétition    | Temps          | Rang          | Temps          | Rang         | Temps          | Rang   |
| ---------- | -------------- | -------------- | ------------- | -------------- | ------------ | -------------- | ------ |
| K1 - 500 m | Josefa Idem    | 1 min 55 s 619 | 3e            | 1 min 52 s 232 | 1re          | 1 min 53 s 223 | 5e     |
| K1 - 200 m | Norma Murabito | 43 s 820       | 7e            |                |              |                |        |

### Slalom
L'Italie a qualifié un bateau pour les épreuves suivantes :
| Athlète   | Compétition                      | Éliminatoires | Éliminatoires | Éliminatoires | Éliminatoires | Éliminatoires | Éliminatoires | Demi-finales | Demi-finales | Finale   | Finale                         |
| Athlète   | Compétition                      | Course 1      | Rang          | Course 2      | Rang          | Total         | Rang          | Résultat     | Rang         | Résultat | Rang                           |
| --------- | -------------------------------- | ------------- | ------------- | ------------- | ------------- | ------------- | ------------- | ------------ | ------------ | -------- | ------------------------------ |
| K1 hommes | Daniele Molmenti                 | 91 s 40       | 10e           | 88 s 68       | 8e            | 88 s 68       | 9e            | 96 s 37      | 3e           | 93 s 43  | Médaille d'or, Jeux olympiques |
| C1 hommes | Stefano Cipressi                 | 96 s 40       | 9e            | 99 s 74       | 11e           | 96 s 40       | 13e           | -            |              |          |                                |
| C2 hommes | Pietro Camporesi Niccolò Ferrari | 120 s 64      | 14e           | 111 s 55      | 10e           | 111 s 55      | 13e           | -            |              |          |                                |
| K1 femmes | Clara Giai Pron                  | 99 s 66       | 2e            | 112 s 65      | 15e           | 99 s 66       | 3e            | 176 s 61     | 15e          | -        |                                |

## Cyclisme

### Cyclisme sur route
En cyclisme sur route, l'Italie a qualifié cinq hommes et quatre femmes.
Hommes
| Athlète         | Compétition      | Temps           | Rang |
| --------------- | ---------------- | --------------- | ---- |
| Sacha Modolo    | Course en ligne  | 5 h 46 min 51 s | 99e  |
| Vincenzo Nibali | Course en ligne  | 5 h 46 min 53 s | 101e |
| Luca Paolini    | Course en ligne  | 5 h 46 min 05 s | 9e   |
| Marco Pinotti   | Course en ligne  | 5 h 54 min 04 s | 107e |
| Marco Pinotti   | Contre-la-montre | 52 min 49 s 28  | 5e   |
| Elia Viviani    | Course en ligne  | 5 min 46 s 37   | 38e  |

Femmes
| Athlète          | Compétition      | Temps          | Rang |
| ---------------- | ---------------- | -------------- | ---- |
| Monia Baccaille  | Course en ligne  | hors délais    | /    |
| Giorgia Bronzini | Course en ligne  | 3 min 35 s 56  | 5e   |
| Noemi Cantele    | Course en ligne  | 3 min 36 s 04  | 34e  |
| Noemi Cantele    | Contre-la-montre | 41 min 51 s 18 | 22e  |
| Tatiana Guderzo  | Course en ligne  | 3 min 36 s 01  | 30e  |
| Tatiana Guderzo  | Contre-la-montre | 41 min 48 s 94 | 21e  |

### Cyclisme sur piste
Omnium
| Athlète      | Compétition   | Tour lancé | Tour lancé | Course aux points | Course aux points | Élimination | Poursuite           | Poursuite | Scratch | Scratch | Contre-la-montre | Contre-la-montre | Total | Rang |
| Athlète      | Compétition   | Temps      | Rang       | Points            | Rang              | Rang        | Adversaire Résultat | Temps     | Rang    | Temps   | Rang             | Rang             | Total | Rang |
| ------------ | ------------- | ---------- | ---------- | ----------------- | ----------------- | ----------- | ------------------- | --------- | ------- | ------- | ---------------- | ---------------- | ----- | ---- |
| Elia Viviani | Omnium hommes |            |            |                   |                   |             |                     |           |         |         |                  |                  |       |      |

### VTT
| Athlète               | Compétition              | Temps | Rang |
| --------------------- | ------------------------ | ----- | ---- |
| Marco Aurelio Fontana | Cross-country VTT hommes |       |      |
| Gerhard Kerschbaumer  | Cross-country VTT hommes |       |      |
| Eva Lechner           | Cross-country VTT femmes |       |      |

### BMX
| Athlète          | Compétition | Qualifications | Qualifications | Quarts de finale | Quarts de finale | Demi-finales | Demi-finales | Finale   | Finale |
| Athlète          | Compétition | Résultat       | Rang           | Résultat         | Rang             | Résultat     | Rang         | Résultat | Rang   |
| ---------------- | ----------- | -------------- | -------------- | ---------------- | ---------------- | ------------ | ------------ | -------- | ------ |
| Manuel De Vecchi | BMX hommes  |                |                |                  |                  |              |              |          |        |

## Équitation

### Concours complet
L'Italie a qualifié deux cavaliers pour l'épreuve individuelle de concours complet.
| Athlète             | Cheval     | Compétition | Dressage  | Dressage | Cross-country | Cross-country | Saut d'obstacles | Saut d'obstacles | Saut d'obstacles | Saut d'obstacles | Total     | Total |
| Athlète             | Cheval     | Compétition | Dressage  | Dressage | Cross-country | Cross-country | Qualification    | Qualification    | Finale           | Finale           | Total     | Total |
| Athlète             | Cheval     | Compétition | Pénalités | Rang     | Pénalités     | Rang          | Pénalités        | Rang             | Pénalités        | Rang             | Pénalités | Rang  |
| ------------------- | ---------- | ----------- | --------- | -------- | ------------- | ------------- | ---------------- | ---------------- | ---------------- | ---------------- | --------- | ----- |
| Stefano Brecciaroli | Cappa Hill | Individuel  | 38.50     |          | 11.60         |               |                  |                  |                  |                  |           |       |
| Vittoria Panizzon   | Rock Model | Individuel  |           |          |               |               |                  |                  |                  |                  |           |       |

### Dressage
L'Italie a qualifié un cavalier pour l'épreuve individuelle de dressage.
| Athlète          | Cheval             | Compétition | 1er tour | 1er tour | 2e tour | 2e tour | 2e tour     | 2e tour | Finale | Finale | Finale      | Finale |
| Athlète          | Cheval             | Compétition | Score    | Rang     | Score   | Rang    | Score total | Rang    | Score  | Rang   | Score total | Rang   |
| ---------------- | ------------------ | ----------- | -------- | -------- | ------- | ------- | ----------- | ------- | ------ | ------ | ----------- | ------ |
| Valentina Truppa | Eremo del Castegno | Individuel  | 75,790   | 9e       | 73,127  | 18e     | 78,214      | 15e     |        |        |             |        |

## Escrime
Hommes
| Athlète                                                        | Compétition         | 1/32 de finale   | 1/16 de finale             | 1/8 de finale                  | Quarts de finale                   | Demi-finales                 | Match pour la médaille de bronze | Match pour la médaille de bronze    | Finale                   | Finale                             |
| Athlète                                                        | Compétition         | Adversaire Score | Adversaire Score           | Adversaire Score               | Adversaire Score                   | Adversaire Score             | Adversaire Score                 | Rang                                | Adversaire Score         | Rang                               |
| -------------------------------------------------------------- | ------------------- | ---------------- | -------------------------- | ------------------------------ | ---------------------------------- | ---------------------------- | -------------------------------- | ----------------------------------- | ------------------------ | ---------------------------------- |
| Paolo Pizzo                                                    | Épée individuelle   | NC               | Ka Ming Leung (HKG) 15-14  | Alexandre Bouzaid (SEN) 15-11  | Rubén Limardo (VEN) 12-15          |                              |                                  |                                     |                          |                                    |
| Valerio Aspromonte                                             | Fleuret individuel  | NC               | Daru Daraban (ROU) 15-11   | Sebastian Bachmann (GER) 15-11 | Lei Sheng (CHN) 8-15               |                              |                                  |                                     |                          |                                    |
| Andrea Baldini                                                 | Fleuret individuel  | NC               | Ryo Miyahe (JPN) 15-6      | Race Imboden (USA) 15-9        | Aleksey Cheremisinov (RUS) 15-5    | Lei Sheng (CHN) 11-15        | Choi Byung-chul (KOR) 14-15      | 4e                                  |                          |                                    |
| Andrea Cassarà                                                 | Fleuret individuel  | NC               | Mohamed Samandi (TUN) 15-7 | Yūki Ōta (JPN) 15-14           | Alaaeldin Abouelkassem (EGY) 10-15 |                              |                                  |                                     |                          |                                    |
| Valerio Aspromonte Giorgio Avola Andrea Baldini Andrea Cassarà | Fleuret par équipes | NC               | NC                         | NC                             | Grande-Bretagne 45-40              | États-Unis 45-24             |                                  |                                     | Japon 45-39              | Médaille d'or, Jeux olympiques     |
| Aldo Montano                                                   | Sabre individuel    | NC               | Valery Pryiemka (BLR) 15-9 | Diego Occhiuzzi (ITA) 13-15    |                                    |                              |                                  |                                     |                          |                                    |
| Diego Occhiuzzi                                                | Sabre individuel    | NC               | Xiao Liu (CHN) 15-9        | Aldo Montano (ITA) 15-13       | Thimoty Morehouse (USA) 15-9       | Rareș Dumitrescu (ROU) 15-11 |                                  |                                     | Áron Szilágyi (HUN) 8-15 | Médaille d'argent, Jeux olympiques |
| Luigi Tarantino                                                | Sabre individuel    | NC               | Max Hartung (GER) 14-15    |                                |                                    |                              |                                  |                                     |                          |                                    |
| Aldo Montano Diego Occhiuzzi Luigi Tarantino Luigi Samele      | Sabre par équipes   | NC               | NC                         | NC                             | Biélorussie 45-44                  | Corée du Sud 45-37           | Russie 45-40                     | Médaille de bronze, Jeux olympiques |                          |                                    |

Femmes
| Athlète                                                              | Compétition         | 1/32 de finale   | 1/16 de finale                        | 1/8 de finale                   | Quarts de finale           | Demi-finales                  | Match pour la médaille de bronze | Match pour la médaille de bronze    | Finale                         | Finale                             |
| Athlète                                                              | Compétition         | Adversaire Score | Adversaire Score                      | Adversaire Score                | Adversaire Score           | Adversaire Score              | Adversaire Score                 | Rang                                | Adversaire Score               | Rang                               |
| -------------------------------------------------------------------- | ------------------- | ---------------- | ------------------------------------- | ------------------------------- | -------------------------- | ----------------------------- | -------------------------------- | ----------------------------------- | ------------------------------ | ---------------------------------- |
| Bianca Del Carretto                                                  | Épée individuelle   | NC               | Britta Heidemann (GER) 13-14          |                                 |                            |                               |                                  |                                     |                                |                                    |
| Rossella Fiamingo                                                    | Épée individuelle   | NC               | Nakano Nozomi (JPN) 15-11             | Maya Lawrence (USA) 15-7        | Sun Yujie (CHN) 14-15      |                               |                                  |                                     |                                |                                    |
| Mara Navarria                                                        | Épée individuelle   | NC               | Maya Lawrence (USA) 12-15             |                                 |                            |                               |                                  |                                     |                                |                                    |
| Bianca Del Carretto Rossella Fiamingo Mara Navarria                  | Épée par équipes    | NC               | NC                                    | NC                              | États-Unis 35-45           |                               |                                  |                                     |                                |                                    |
| Elisa Di Francisca                                                   | Fleuret individuel  | NC               | Mona Shaito (LIB) 15-2                | Carolin Golubytskyi (GER) 15-9  | Chieko Sugawara (JPN) 15-9 | Nam Hyun-Hee (KOR) 11-10      |                                  |                                     | Arianna Errigo (ITA) 12-11     | Médaille d'or, Jeux olympiques     |
| Arianna Errigo                                                       | Fleuret individuel  | NC               | Johana Beatriz Choles (VEN) 15-4      | Kamilla Gafurzianova (RUS) 15-7 | Lee Kiefer (USA) 15-10     | Valentina Vezzali (ITA) 15-12 |                                  |                                     | Elisa Di Francisca (ITA) 11-12 | Médaille d'argent, Jeux olympiques |
| Valentina Vezzali                                                    | Fleuret individuel  | NC               | Shiho Nishioka (JPN) 14-8             | Jinyan Chen (CHN) 15-6          | Inès Boubakri (TUN) 8-7    | Arianna Errigo (ITA) 12-15    | Nam Hyun-Hee (KOR) 13-12         | Médaille de bronze, Jeux olympiques |                                |                                    |
| Elisa Di Francisca Arianna Errigo Ilaria Salvatori Valentina Vezzali | Fleuret par équipes | NC               | NC                                    | NC                              | Grande-Bretagne 45-14      | France 45-22                  |                                  |                                     | Russie 45-31                   | Médaille d'or, Jeux olympiques     |
| Gioia Marzocca                                                       | Sabre individuel    | NC               | Maria Belen Perez Maurice (ARG) 15-10 | Kim Ji-Yeon (KOR) 7-15          |                            |                               |                                  |                                     |                                |                                    |
| Irene Vecchi                                                         | Sabre individuel    | NC               | Sophie Williams (GBR) 15-6            | Chen Xiaodong (CHN) 15-10       | Olga Kharlan (UKR) 9-15    |                               |                                  |                                     |                                |                                    |

## Gymnastique

### Artistique
Hommes
| Athlète                                                                    | Compétition | Appareils | Appareils | Appareils | Appareils | Appareils | Appareils | Qualification | Qualification | Appareils | Appareils | Appareils | Appareils | Appareils | Appareils | Finale | Finale |
| Athlète                                                                    | Compétition | S         | CA        | A         | SC        | BP        | BF        | Total         | Rang          | S         | CA        | A         | SC        | BP        | BF        | Total  | Rang   |
| -------------------------------------------------------------------------- | ----------- | --------- | --------- | --------- | --------- | --------- | --------- | ------------- | ------------- | --------- | --------- | --------- | --------- | --------- | --------- | ------ | ------ |
| Matteo Angioletti                                                          | Individuel  | 14.033    |           | 15.066    | 15.566    |           |           | 44.665        |               |           |           |           |           |           |           |        |        |
| Alberto Busnari                                                            | Individuel  |           | 15.058    |           |           | 13.766    | 12.100    | 40.924        |               |           |           |           |           |           |           |        |        |
| Matteo Morandi                                                             | Individuel  | 14.133    | 0.000     | 15.766    | 15.633    | 14.500    | 0.000     | 60.032        |               |           |           |           |           |           |           |        |        |
| Paolo Ottavi                                                               | Individuel  | 14.266    | 13.700    | 14.866    | 14.933    | 14.500    | 14.066    | 86.331        | 24e           | 12.466    | 14.033    | 15.016    | 15.000    | 14.100    | 14.033    | 84.648 | 22e    |
| Enrico Pozzo                                                               | Individuel  | 14.766    | 13.633    | 14.033    | 15.600    | 14.366    | 14.500    | 86.898        | 21e           | 14.700    | 13.900    | 14.000    | 15.466    | 14.533    | 14.433    | 87.032 | 18e    |
| Matteo Angioletti Alberto Busnari Matteo Morandi Paolo Ottavi Enrico Pozzo | Par équipes |           |           |           |           |           |           |               |               |           |           |           |           |           |           |        |        |

Femmes
| Athlète                                                                                | Compétition | Appareils | Appareils | Appareils | Appareils | Qualification | Qualification | Appareils | Appareils | Appareils | Appareils | Finale | Finale |
| Athlète                                                                                | Compétition | S         | SC        | BA        | P         | Total         | Rang          | S         | SC        | BA        | P         | Total  | Rang   |
| -------------------------------------------------------------------------------------- | ----------- | --------- | --------- | --------- | --------- | ------------- | ------------- | --------- | --------- | --------- | --------- | ------ | ------ |
| Francesca Deagostini                                                                   | Individuel  |           |           |           |           |               |               |           |           |           |           |        |        |
| Erika Fasana                                                                           | Individuel  | 14.033    | 14.000    | 13.666    | 12.266    | 53.965        | 30e           |           |           |           |           |        |        |
| Carlotta Ferlito                                                                       | Individuel  | 13.900    | 14.100    | 13.075    | 14.425    | 55.500        | 20e           |           |           |           |           |        |        |
| Vanessa Ferrari                                                                        | Individuel  | 14.900    | 14.366    | 14.233    | 14.433    | 57.932        | 7e            |           |           |           |           |        |        |
| Elisabetta Preziosa                                                                    | Individuel  | 13.300    | 13.733    |           | 13.266    |               |               |           |           |           |           |        |        |
| Francesca Deagostini Erika Fasana Carlotta Ferlito Vanessa Ferrari Elisabetta Preziosa | Par équipes |           |           |           |           |               |               |           |           |           |           |        |        |

### Rythmique
| Athlète            | Compétition | Qualification | Qualification | Qualification | Qualification | Qualification | Qualification | Finale  | Finale | Finale | Finale | Finale | Finale |
| Athlète            | Compétition | Cerceau       | Ballon        | Massue        | Ruban         | Total         | Rang          | Cerceau | Ballon | Massue | Ruban  | Total  | Rang   |
| ------------------ | ----------- | ------------- | ------------- | ------------- | ------------- | ------------- | ------------- | ------- | ------ | ------ | ------ | ------ | ------ |
| Julieta Cantaluppi | Individuel  | 25.200        | 26.675        | 26.850        | 26.550        | 105.275       | 16e           |         |        |        |        |        |        |

| Athlète                                                                                       | Compétition | Qualification | Qualification       | Qualification | Qualification | Finale    | Finale              | Finale | Finale                              |
| Athlète                                                                                       | Compétition | 5 ballons     | 3 rubans 2 cerceaux | Total         | Rang          | 5 ballons | 3 rubans 2 cerceaux | Total  | Rang                                |
| --------------------------------------------------------------------------------------------- | ----------- | ------------- | ------------------- | ------------- | ------------- | --------- | ------------------- | ------ | ----------------------------------- |
| Elisa Blanchi Romina Laurito Marta Pagnini Elisa Santoni Angelica Savrajuk Andreea Stefanescu | Par équipes | 28.100        | 27.700              | 55.800        | 2e            | 28.125    | 27.325              | 55.450 | Médaille de bronze, Jeux olympiques |

### Trampoline
| Athlète        | Compétition | Séries  | Séries      | Finale | Finale |
| Athlète        | Compétition | Score   | Rang !Score | Rang   |        |
| -------------- | ----------- | ------- | ----------- | ------ | ------ |
| Flavio Cannone | Hommes      | 104.170 | 11e         |        |        |

## Judo
Hommes
| Athlète           | Compétition    | 1/32 de finale      | 1/16 de finale      | 1/8 de finale       | Quarts de finale    | Demi-finales        | Repêchage 1         | Repêchage 2         | Finale              | Finale |
| Athlète           | Compétition    | Adversaire Résultat | Adversaire Résultat | Adversaire Résultat | Adversaire Résultat | Adversaire Résultat | Adversaire Résultat | Adversaire Résultat | Adversaire Résultat | Rang   |
| ----------------- | -------------- | ------------------- | ------------------- | ------------------- | ------------------- | ------------------- | ------------------- | ------------------- | ------------------- | ------ |
| Elio Verde        | Moins de 60 kg |                     |                     |                     |                     |                     |                     |                     |                     |        |
| Francesco Faraldo | Moins de 66 kg |                     |                     |                     |                     |                     |                     |                     |                     |        |
| Antonio Ciano     | Moins de 81 kg | NC                  |                     |                     |                     |                     |                     |                     |                     |        |
| Roberto Meloni    | Moins de 90 kg | NC                  |                     |                     |                     |                     |                     |                     |                     |        |

Femmes
| Athlète            | Compétition    | 1/16 de finale      | 1/8 de finale       | Quarts de finale    | Demi-finales        | Repêchage 1         | Repêchage 2         | Finale              | Finale |
| Athlète            | Compétition    | Adversaire Résultat | Adversaire Résultat | Adversaire Résultat | Adversaire Résultat | Adversaire Résultat | Adversaire Résultat | Adversaire Résultat | Rang   |
| ------------------ | -------------- | ------------------- | ------------------- | ------------------- | ------------------- | ------------------- | ------------------- | ------------------- | ------ |
| Elena Moretti      | Moins de 48 kg |                     |                     |                     |                     |                     |                     |                     |        |
| Rosalba Forciniti  | Moins de 52 kg |                     |                     |                     |                     |                     |                     |                     |        |
| Giulia Quintavalle | Moins de 57 kg |                     |                     |                     |                     |                     |                     |                     |        |
| Edwige Gwend       | Moins de 63 kg |                     |                     |                     |                     |                     |                     |                     |        |
| Erica Barbieri     | Moins de 70 kg |                     |                     |                     |                     |                     |                     |                     |        |

## Pentathlon moderne
L'Italie a qualifié deux athlètes pour l'épreuve masculine.

## Tir
L'Italie dispose d'un quota de quinze places qualificatives.
Hommes
| Athlète              | Compétition                  | Qualification | Qualification | Finale | Finale |
| Athlète              | Compétition                  | Points        | Rang          | Points | Rang   |
| -------------------- | ---------------------------- | ------------- | ------------- | ------ | ------ |
| Francesco Bruno      | Pistolet à 50 m              |               |               |        |        |
| Francesco Bruno      | Pistolet à 10 m air comprimé |               |               |        |        |
| Niccolo Campriani    | Carabine à 10 m air comprimé |               |               |        |        |
| Niccolo Campriani    | Carabine à 50 m tir couché   |               |               |        |        |
| Niccolo Campriani    | Carabine à 50 m, 3 positions |               |               |        |        |
| Francesco D'Aniello  | Double trap                  |               |               |        |        |
| Marco De Nicolo      | Carabine à 10 m air comprimé |               |               |        |        |
| Marco De Nicolo      | Carabine à 50 m tir couché   |               |               |        |        |
| Marco De Nicolo      | Carabine à 50 m, 3 positions |               |               |        |        |
| Daniele Di Spigno    | Double trap                  |               |               |        |        |
| Massimo Fabbrizi     | Trap                         |               |               |        |        |
| Ennio Falco          | Skeet                        |               |               |        |        |
| Giuseppe Giordano    | Pistolet à 50 m              |               |               |        |        |
| Luigi Agostino Lodde | Skeet                        |               |               |        |        |
| Giovanni Pellielo    | Trap                         |               |               |        |        |
| Luca Tesconi         | Pistolet à 10 m air comprimé |               |               |        |        |

Femmes
| Athlète         | Compétition                  | Qualification | Qualification | Finale | Finale |
| Athlète         | Compétition                  | Points        | Rang          | Points | Rang   |
| --------------- | ---------------------------- | ------------- | ------------- | ------ | ------ |
| Chiara Cainero  | Skeet                        |               |               |        |        |
| Elania Nardelli | Carabine à 10 m air comprimé |               |               |        |        |
| Elania Nardelli | Carabine 50 m, 3 positions   |               |               |        |        |
| Jessica Rossi   | Trap                         |               |               |        |        |
| Petra Zublasing | Carabine à 10 m air comprimé |               |               |        |        |
| Petra Zublasing | Carabine 50 m, 3 positions   |               |               |        |        |

## Tir à l'arc
Hommes
| Athlète                                        | Compétition        | Tour préliminaire | Tour préliminaire | 1er tour         | 2e tour          | 3e tour          | Quarts de finale | Demi-finales     | Finale           | Finale |
| Athlète                                        | Compétition        | Score             | Rang              | Adversaire Score | Adversaire Score | Adversaire Score | Adversaire Score | Adversaire Score | Adversaire Score | Rang   |
| ---------------------------------------------- | ------------------ | ----------------- | ----------------- | ---------------- | ---------------- | ---------------- | ---------------- | ---------------- | ---------------- | ------ |
| Michele Frangilli                              | Individuel hommes  |                   |                   |                  |                  |                  |                  |                  |                  |        |
| Marco Galiazzo                                 | Individuel hommes  |                   |                   |                  |                  |                  |                  |                  |                  |        |
| Mauro Nespoli                                  | Individuel hommes  |                   |                   |                  |                  |                  |                  |                  |                  |        |
| Michele Frangilli Marco Galiazzo Mauro Nespoli | Par équipes hommes |                   |                   | NC               | NC               |                  |                  |                  |                  |        |

Femmes
| Athlète                                           | Compétition        | Tour préliminaire | Tour préliminaire | 1er tour         | 2e tour          | 3e tour          | Quarts de finale | Demi-finales     | Finale           | Finale |
| Athlète                                           | Compétition        | Score             | Rang              | Adversaire Score | Adversaire Score | Adversaire Score | Adversaire Score | Adversaire Score | Adversaire Score | Rang   |
| ------------------------------------------------- | ------------------ | ----------------- | ----------------- | ---------------- | ---------------- | ---------------- | ---------------- | ---------------- | ---------------- | ------ |
| Guendalina Sartori                                | Individuel femmes  |                   |                   |                  |                  |                  |                  |                  |                  |        |
| Jessica Tomasi                                    | Individuel femmes  |                   |                   |                  |                  |                  |                  |                  |                  |        |
| Natalia Valeeva                                   | Individuel femmes  |                   |                   |                  |                  |                  |                  |                  |                  |        |
| Guendalina Sartori Jessica Tomasi Natalia Valeeva | Par équipes femmes |                   |                   | NC               | NC               |                  |                  |                  |                  |        |

## Volley-ball

### Beach-volley
| Athlète                        | Compétition      | Tour préliminaire                                                                | Classement | Rattrapage        | Huitièmes de finale | Quarts de finale  | Demi-finales      | Finale            | Finale |
| Athlète                        | Compétition      | Adversaires Score                                                                | Classement | Adversaires Score | Adversaires Score   | Adversaires Score | Adversaires Score | Adversaires Score | Rang   |
| ------------------------------ | ---------------- | -------------------------------------------------------------------------------- | ---------- | ----------------- | ------------------- | ----------------- | ----------------- | ----------------- | ------ |
| Daniele Lupo Paolo Nicolai     | Tournoi masculin | Poule A Bellaguarda – Heuscher (SUI) Doppler – Horst (AUT) Cerutti – Rego (BRA)  |            |                   |                     |                   |                   |                   |        |
| Greta Cicolari Marta Menegatti | Tournoi féminin  | Poule F Khomyakova – Ukolova (RUS) Dampney – Mullin (GBR) Lessard – Martin (CAN) |            |                   |                     |                   |                   |                   |        |

### Volley-ball (indoor)
L'équipe féminine s'est qualifiée en remportant la Coupe du monde 2011. L'équipe masculine s'est qualifiée par le biais d'un des trois tournois de qualification olympique.

#### Tournoi masculin
Classement
Les quatre premières équipes de la poule sont qualifiées.
- Qualifiés pour les quarts de finale
- Éliminés

| # | Équipe          | Pts | J | G | Gt | Pt | P | Sp | Sc | Ratio | Pp | Pc | Ratio |
| 1 | Grande-Bretagne | 0   | 0 | 0 | 0  | 0  | 0 | 0  | 0  | MAX   | 0  | 0  |       |
| 2 | Italie          | 0   | 0 | 0 | 0  | 0  | 0 | 0  | 0  | MAX   | 0  | 0  |       |
| 3 | Pologne         | 0   | 0 | 0 | 0  | 0  | 0 | 0  | 0  | MAX   | 0  | 0  |       |
| 4 | Argentine       | 0   | 0 | 0 | 0  | 0  | 0 | 0  | 0  | MAX   | 0  | 0  |       |
| 5 | Bulgarie        | 0   | 0 | 0 | 0  | 0  | 0 | 0  | 0  | MAX   | 0  | 0  |       |
| 6 | Australie       | 0   | 0 | 0 | 0  | 0  | 0 | 0  | 0  | MAX   | 0  | 0  |       |

Matchs

#### Tournoi féminin
Classement
Les quatre premières équipes de la poule sont qualifiées.
- Qualifiés pour les quarts de finale
- Éliminés

| # | Équipe                 | Pts | J | G | Gt | Pt | P | Sp | Sc | Ratio | Pp | Pc | Ratio |
| 1 | Grande-Bretagne        | 0   | 0 | 0 | 0  | 0  | 0 | 0  | 0  | MAX   | 0  | 0  |       |
| 2 | Japon                  | 0   | 0 | 0 | 0  | 0  | 0 | 0  | 0  | MAX   | 0  | 0  |       |
| 3 | Italie                 | 0   | 0 | 0 | 0  | 0  | 0 | 0  | 0  | MAX   | 0  | 0  |       |
| 4 | Russie                 | 0   | 0 | 0 | 0  | 0  | 0 | 0  | 0  | MAX   | 0  | 0  |       |
| 5 | République dominicaine | 0   | 0 | 0 | 0  | 0  | 0 | 0  | 0  | MAX   | 0  | 0  |       |
| 6 | Algérie                | 0   | 0 | 0 | 0  | 0  | 0 | 0  | 0  | MAX   | 0  | 0  |       |

Matchs